# 密陽唐氏
密陽唐氏（ミリャンダンし、朝鮮語: 밀양당씨）は、朝鮮の氏族の一つ。本貫は慶尚南道密陽市である。2015年の調査では、1,014人である。

## 始祖
『密陽唐氏世譜』によると、始祖の唐誠は、宋徽宗時代の丞相唐恪から数え6代目にあたり、中国明州の出身である。元朝末期に戦乱を避けて、高麗に帰化して征東行省掾史を務めた。その後、中郎将や司平巡衛府評事判典農寺事などを歴任した。1392年には、開国原従功臣となり、録券と賞田15結を下賜され、礼部・刑部・工部の典書、嘉善大夫を務めた。1398年の工曹典書在職中には奴婢訴訟について、奴婢弁正都監を批判し、職を追われた。しかし、すぐに復帰し検校判漢城府事に任命され、文書応奉司提調を兼ねた。1401年には、太宗に、実務に携わりたいと希望し、開城府副留後に任命され、嘉靖大夫、1409年に恭安府尹などを歴任した。誠実な性格で、律文・事大文書によく通じ、刑政と外交に多大な貢献をした。太宗時代に、密陽を賜籍され本貫とした。

## 歴史
唐誠は礼部尚書朴廷秀の孫娘を妻に迎え、2男1女を儲けた。長男唐夢賢は資憲大夫・中枢院使、次男唐夢良は嘉善大夫同知中枢府事を務めた。
院使公唐夢賢の孫唐有徴が通政大夫に霊光郡守を務めた。唐有徴の息子3人もまた優秀な人物であった。長男唐彦佑は上護軍、次男唐彦弼は武科に及第し、慶源都護府使を務めた。また、三男唐彦良も武科に及第し、守門将となり、文禄・慶長の役で功をなし、宣武原従功臣となった。
同枢公唐夢良の長男唐孝元は世宗時代に忠佐衛副司果、唐孝元の息子唐勣は通訓大夫、朔寧郡守を務めた。子孫の唐允文は中宗時代に生員試を経て、文科に合格、成均館司成と奉常寺正、司僕寺正などを務めた。
その他にも、原従功臣唐得興と唐継興や、大護軍の唐胤興、司宰監僉正の唐好健、訓錬院副正の唐健、学者の唐厚民、訓錬院判官の唐国などが輩出された。

## 集姓村
- 江原特別自治道鉄原郡遠南面月峰里[3]

## 科挙及第者
密陽唐氏は、李氏朝鮮時代に科挙及第者6人を輩出した。
- 唐允文: 字は成章。始祖唐誠の玄孫で、父は朔寧郡守唐勣。1525年に生員試と進士試に2位で合格し、1539年己亥別試と丙科に文科に合格し、寺正を務めた[5]。
- 唐孝達: 字は善養。1447年丁卯式年試で生員試に合格し、忠佐衛副司果を務めた。
- 唐孝明: 字は百原。1447年丁卯式年試に1位で生員試に合格して奉事を務めた。
- 唐義男(1601年生): 字は善慶。1636年丙子別試丙科で武科に及第して羽林衛を務めた。父唐得興は、禦侮将軍、前万戸を務めた。